# 彼得拉梅拉腊
彼得拉梅拉腊（義大利語：Pietramelara），是意大利卡塞塔省的一个市镇。总面积23平方公里，人口4755人，人口密度206.7人/平方公里（2009年）。ISTAT代码为061058。